# بله جابر
بله جابر (انگلیسی: Balla Jabir؛ زادهٔ ۱۲ سپتامبر ۱۹۸۵) بازیکن فوتبال اهل سودان است.
از باشگاه‌هایی که در آن بازی کرده‌است می‌توان به باشگاه فوتبال المریخ اشاره کرد.
وی همچنین در تیم ملی فوتبال سودان بازی کرده‌است.